# Thoré-la-Rochette
Thoré-la-Rochette is een gemeente in het Franse departement Loir-et-Cher (regio Centre-Val de Loire) en telt 922 inwoners (2005). De plaats maakt deel uit van het arrondissement Vendôme.

## Geografie
De oppervlakte van Thoré-la-Rochette bedraagt 10,8 km², de bevolkingsdichtheid is 85,4 inwoners per km².
De onderstaande kaart toont de ligging van Thoré-la-Rochette met de belangrijkste infrastructuur en aangrenzende gemeenten.

## Demografie
Onderstaande figuur toont het verloop van het inwonertal (bron: INSEE-tellingen).